# Hermann von Massow
Hermann Friedrich Wilhelm Eugen von Massow (* 31. Dezember 1812 auf Gut Schmarse, Landkreis Züllichau-Schwiebus; † 29. Mai 1881 in Dresden) war königlich-preußischer Oberforstmeister und Politiker. Massow war außerdem Ehrenritter des Johanniterordens.

## Leben
Massow entstammte dem pommerschen Adelsgeschlecht von Massow und war Sohn des Rittergutbesitzers und königlich preußischen Majors a. D.  Wilhelm von Massow (1786–1859), Gutsherr auf Schmarse, und der Karoline von Sydow (1775–1848). Ein jüngerer Bruder war der preußische Generalleutnant Benno von Massow.
Massow begann 1834 ein Studium der Forstwirtschaftslehre. Von 1835 bis 1836 leistete er seinen Militärdienst ab und wechselte gleichzeitig für ein philosophisches Studium an die Humboldt-Universität zu Berlin. In Berlin besuchte er ebenfalls die dortige Städtische Gewerbeschule. 
1838 trat er als Forstreferendar in Frankfurt an der Oder in den preußischen Staatsdienst ein. 1842 wurde er zum Regierungs-Forstassessor und Forstsekretär ernannt und wechselte ein Jahr später nach Stralsund. Von 1844 bis 1850 arbeitete er in gleicher Funktion in der Glatzer Oberförsterei Karlsberg in Niederschlesien.
Vom 18. Mai 1848 bis zum 20. Mai 1849 gehörte Massow als Abgeordneter für den 26. schlesischen Wahlkreises mit Hauptort Glatz der Frankfurter Nationalversammlung an. Dort war er Mitglied der Casino-Fraktion. 1850 war er Abgeordneter im Volkshaus des Erfurter Unionsparlaments.
Von 1850 bis 1856 arbeitete Massow bei der Regierungsbehörde in Königsberg, ab 1854 als Forstinspektor und die letzten zwei Jahre als Forstmeister. In dieser Zeit heiratete Massow am 17. Juli 1852 in Kunzendorf Thekla Websky (* 24. September 1831 auf Gut Wüstegiersdorf, Landkreis Waldenburg, Niederschlesien; † 15. Dezember 1911 in Potsdam), die Tochter des königlich preußischen Kommerzienrats und Fabrikbesitzers Martin Websky, Gutsherr auf Wüstegiersdorf sowie Schwengfeld, Esdorf und Ludwigsdorf, alle im Landkreis Schweidnitz, und der Friedrike Kramsta.
Als Forstmeister wechselte Massow dann im Jahr 1856 nach Merseburg und 1862 nach Potsdam. 1864 wurde Massow zum Oberforstmeister ernannt. 1865 wurde er nach Liegnitz versetzt, bevor er 1869 in die Domänen- und Forstverwaltung der Regierung nach Potsdam wechselte und gleichzeitig ständiges Mitglied des königlichen Hofjagdamts wurde. 1879 trat Massow in den Ruhestand und zog nach Dresden.